# Geronzio di Cervia
San Geronzio (... – Cagli, 504) è stato un vescovo italiano, venerato come santo dalla Chiesa cattolica. È il santo patrono della città di Cagli.

## Biografia
Fu vescovo di Cervia e nel 501 partecipò al sinodo romano indetto da papa Simmaco contro l'antipapa Lorenzo.
Nei pressi della città di Cagli, lungo la consolare Flaminia allo sbocco delle gole del Burano, secondo la tradizione nell'anno 504 il vescovo Geronzio fu decapitato dagli scismatici, avendo egli difeso nel 501 il pontefice Simmaco al concilio romano detto palmare. Riteneva, invece, con più probabilità il bollandista Daniel Papebroch, che non furono tanto i seguaci dell'antipapa Lorenzo o gli sgherri del re ariano Teodorico a far uccidere il vescovo di Cervia, bensì dei comuni briganti.
Leggenda vuole che durante il viaggio del 502 le oche avessero salvato la vita al vescovo Geronzio. Per tale motivo egli è variamente rappresentato nella città di Cagli con accanto un'oca bianca.
Il corpo, raccolto dal vescovo di Cagli Viticano, fu tumulato sul Monte Calleo, dove fu eretta un'abbazia a lui intitolata, che l'Ughelli ritiene anteriore all'VIII secolo.

## Culto
A Campo Ventoso, luogo del martirio, fu eretta una piccola chiesa (poi ampliata a partire dal XVII secolo), della quale la prima notizia documentaria risale al 1290, poiché in un documento dell'epoca è menzionato un Guglielmo cappellano "S. Gerontii". Inoltre a san Geronzio furono dedicate una chiesa nella zona del Tarugo, la chiesa del convento dei Padri Cappuccini e l'altare del Comune nella Concattedrale di Cagli.
L'abate di San Geronzio è uno dei protagonisti (insieme al vescovo, al priore della canonica e alle maggiori casate cagliesi) dell'accordo con il quale nel XII secolo si costituì il libero Comune di Cagli.
Il cenobio benedettino fu unito nel 1290 alla mensa vescovile per volontà di papa Niccolò IV negli anni del forte impegno del pontefice per la ricostruzione e traslazione della città di Cagli, avvenuta a partire dal 1289 su disegno di Arnolfo di Cambio. Nel "Liber appassatus" del contado di Cagli del 1339, i beni intestati al cenobio sono, però, già ridotti a poca cosa, segno di un'avanzata incorporazione. Infine negli elenchi di chiese del 1468 non vi sono più beni riferiti al cenobio.
Ormai in stato di abbandono il complesso abbaziale con il relativo colle venne ceduto per l'edificazione di un'avanzata rocca romboidale (collegata alla sottostante città tramite il torrione e l'ancor esistente "soccorso coverto"), ideata da Francesco di Giorgio Martini per volere del duca Federico da Montefeltro. La rocca (in costruzione nei primissimi anni ottanta del XV secolo) fu parzialmente smantellata del 1502 durante gli eventi legati alle mire espansionistiche del Valentino, figlio di papa Alessandro VI. Nel 1565 si dispose la costruzione di un convento dei Padri Cappuccini, che venne eretto nel giro di pochissimi anni sul colle ove un tempo sorgeva l'abbazia di San Geronzio. A ricordo di ciò la chiesa conventuale cappuccina fu dedicata al santo protettore della città di Cagli.
Il mistero della sparizione del corpo di San Geronzio è stato di recente svelato dallo storico Alberto Mazzacchera, che nel 2006 ha scritto: "come riferito dall'annalista Saxo, le reliquie del Santo furono acquisite dal vescovo Otger di Spira il 19 luglio del 963 e portate a Magdeburgo dove furono depositate il 21 settembre dello stesso anno. Ciò avvenne durante il passaggio, lungo la consolare Flaminia, dell'imperatore Ottone I di Sassonia al quale evidentemente non doveva essere facile resistere".
La memoria liturgica ricorre il 9 maggio.

## Chiese e monasteri in onore del Santo
- Cagli (ex Diocesi di Cagli), abbazia benedettina di San Geronzio (dal VIII secolo al XV secolo)
- Cagli (ex Diocesi di Cagli), chiesa di San Geronzio a Campo Ventoso (dal XIII secolo)
- Cagli (ex Diocesi di Cagli), chiesa di San Geronzio del convento dei Padri Cappuccini (dal XVI secolo)

Nell'agosto del 2023 è stata scoperta la cattedrale di Ficocle risalente all'inizio del V secolo , che dovrebbe essere stata la sede di residenza di Geronzio.